# Дальний Кужнур
Дальний Кужнур (мар. Умбал Кужнур) — упразднённая деревня в Моркинском районе Республики Марий Эл. Входила в состав городского поселения Морки. В 2025 году включена в состав деревни Кужнур  и исключена из учётных данных.

## География
Находится в юго-восточной части республики Марий Эл на расстоянии приблизительно 1 км по прямой на северо-восток от районного центра посёлка Морки.

## История
Известна с 1886 года как выселок Дальний Кужнур, где было 8 дворов, проживали 66 человек. В 1897 году в деревне проживал 71 человек, все черемисской национальности. В 1923 году в деревне проживало 74 человека, в 1932 году 56 человек. В советское время работали колхозы «Шальер» и «Новый путь».

## Население
| 2010 |
| ---- |
| 35   |

Население составляло 25 человек (мари 100 %) в 2002 году, 35 в 2010.